# Trương Quảng Ninh
Trương Quảng Ninh (tiếng Trung: 张广宁 <張廣寧>/ Zhāngguǎngníng; sinh năm 1953 tại Giang Tô) là thị trưởng thứ 14 của thành phố Quảng Châu, Quảng Đông (Trung Quốc). Ông gia nhập Đảng Cộng sản Trung Quốc năm 1973.